# Ninchursag

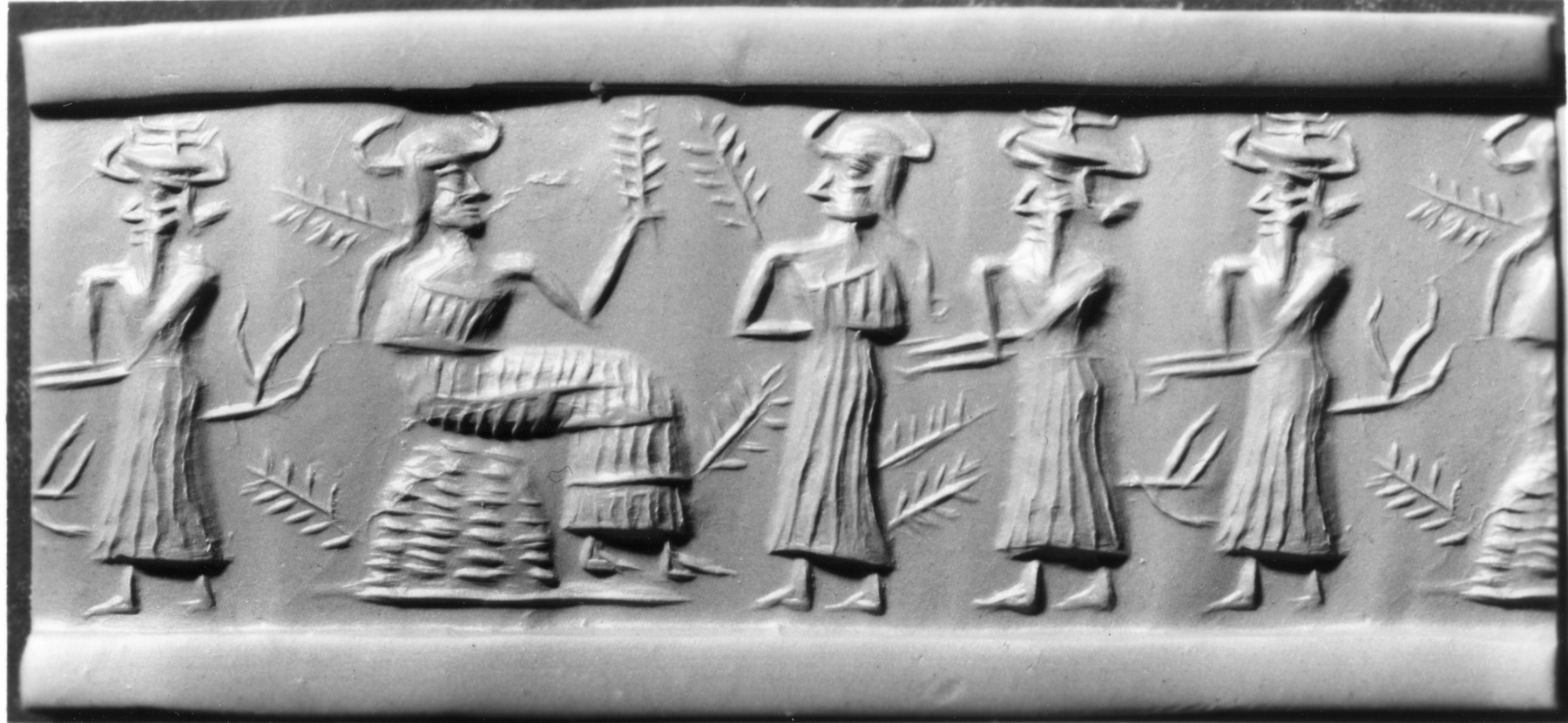
Akkadský pečetní váleček zobrazující bohyni rostlinstva, snad Ninchursgu, sedící na trůnů obklopenou uctívači, cca 2 350 – 2 150 př. n. l.

Ninchursag „paní hory“ je sumerská bohyně země, matka bohů i lidstva a jedno z nejstarších a nejvýznamnějších božstev mezopotámského náboženství. Je manželkou Enkiho či Šulpaeho. Kult Ninchursag zřejmě nahradil starší kult bohyně matky Nammu, jež byla akkadsky zvána Tiamat. Byla známa pod řadou dalších jmen: Damkina, Damgalnuna, Mamma, Dingirmach „Vznešená bohyně“, Ninmach „Vznešená paní“, Aruru a Nintur „Paní porodu“. Akkadsky byla nazývána Belet-ili „královna bohů“. Později byla ztotožňována s bohyněmi jako egyptská Hathor a Eset, řecká Gaia či frýžská Kybelé.
Podle jednoho ze sumerských mýtů nechala Ninchursag stvořila rajské zemi Dilmun osm druhů rostlin, které následně snědl bůh Enki. Bohyně se kvůli tomu rozlítila, na Enkiho uvalila smrtelnou kletbu a odešla od bohů. Nakonec jí nalezla liška a Nichursag se vrátila a Enkiho uzdravila. Podle jiného mýtu kde vystupuje pod jménem Ninmach společně s Enkim tvořila lidi z hlíny, v dalším, opět jako Ninmach zahoří láskou ke svému synu Ninurtovi, který je následně obdaří jménem Ninchursag.